# Чанчаревич, Огнен
О́гнен Чанчаре́вич (серб. Огњен Чанчаревић / Ognjen Čančarević; 25 сентября 1989, Титово-Ужице) — сербский и армянский футболист, вратарь клуба «Ноа» и сборной Армении.

## Биография
Сын футболиста и тренера Милана Чанчаревича (род. 1955). Двоюродный брат Лука (род. 1984) — также футболист.

## Клубная карьера
Огнен Чанчаревич выступал за клубы Слобода, Слога Байина Башта, Севойно. Летом 2009 года присоединился к «Радничкому» и после двух сезонов вместе с командой выиграл Первую лигу чемпионата Сербии, после чего в 2011 году команда стала играть в Суперлиге. С 2018 года являлся игроком Алашкерта.
15 января 2024 года Ноа объявил о подписании контракта с Чанчаревичем, после того как 4 дня до этого «Алашкерт» объявил об расторжении контракта с ним по обоюдному согласию.. В том же году, в третьем оборочном раунде Лиги конференций, играя с АЕК Чанчаревич забил свой первый гол в своей карьере, вводя мяч в игру от своей штрафной.

## Карьера в сборной
В январе 2017 года вызывался в сборную Сербии, присутствовал в заявке на товарищеский матч со сборной США, но остался на скамейке запасных.
В 2023 году, после 5 лет жизни в стране, получил гражданство Армении. В составе сборной Армении дебютировал 16 июня в отборочном матче чемпионата Европы 2024 со сборной Уэльса, в котором Армения одержала победу со счётом 4:2.

## Достижения
«Раднички 1923»
- Победитель второй лиги Сербии: 2009/10 (зона «Запад»)

«Алашкерт»
- Чемпион Армении: 2017/18, 2020/21
- Обладатель Кубка Армении: 2018/19
- Обладатель Суперкубка Армении: 2021